# CityCube Berlin
Der CityCube Berlin ist eine Messehalle der Messe Berlin. Das Gebäude liegt an der Ecke Jafféstraße/Messedamm im Berliner Ortsteil Westend, in unmittelbarer Nähe des Eingangs Süd des Messegeländes. Mit rund 12.000 m² Fläche ersetzt der CityCube Berlin die Nutzung des Internationalen Congress Centrums (ICC) und deckt den stetig wachsenden Raumbedarf der eigenen Leitmessen wie IFA, Fruit Logistica, InnoTrans, ITB und Grüne Woche. Die Grundsteinlegung fand im Juli 2012 statt, die Eröffnung war für März 2014 geplant und erfolgte schließlich am 5. Mai 2014. Mit dem Abriss der Deutschlandhalle soll der Neubau rund 83 Millionen Euro gekostet haben.

## Ausstattung
Das Gebäude besteht aus zwei Ebenen mit jeweils 6.015 m²: Die säulenfreie Halle in der oberen Ebene mit bis zu zwölf Meter Höhe bietet Platz für bis zu 5000 Personen und kann für große Plenarsäle, Ausstellungen, Konzerte oder Caterings verwendet werden, während in der unteren Ebene durch flexible Trennwände bis zu acht Konferenzsäle für je 400 bis 3000 Personen oder Ausstellungsfläche geschaffen werden können. Darüber hinaus gibt es acht zusätzliche Konferenzräume mit flexiblen Trennwänden für je 50 bis 300 Personen sowie 47 weitere kleinere Räume. Die Halle hat direkte Verbindungen zu den Konferenzräumen in der Messehalle 7 sowie zu den Messehallen 2 und 4 als zusätzliche Ausstellungsfläche. Der CityCube hat mit dem S-Bahnhof Messe Süd eine Anbindung an das S-Bahn-Netz sowie an die Buslinie 349 der BVG.